# Europsko udruženje klubova
Europsko udruženje klubova (en. European Club Association) udruga je europskih nogometih klubova, osnovana nakon raspuštanja udruge G-14 u siječnju 2008. godine. Udruženje ima 197 članova, a svaka od 53 europske zemlje ima bar po jednog. Za prvog predsjednika je izabran Karl-Heinz Rummenigge.
Šesnaest je klubova-osnivača: Dinamo Zagreb, Real Madrid, Barcelona, Milan, Juventus, Lyon, Glasgow Rangers, Manchester United, Chelsea, Bayern, Ajax, Porto, Olympiakos, Anderlecht, Birkirkara (Malta) i Kopenhagen.

## ECA Vodič za upravljanje klubom
ECA Vodič za upravljanje klubom je izrađen kao mozaik opisnih dijelova koji se križaju s primjerima, ključnim lekcijama naučenim i manjim studijama slučaja koji su okupljeni kroz značajan broj klupskih razgovora i posjeta. Ovaj pristup omogućuje vodiču da svjedoči o toliko primjera aktivnosti kluba iz stvarnog života što je moguće, kako bi se djelovalo kao platforma za razmjenu iskustava klubova za individualno sustavno vrednovanje, ali i da se omogući klubovima da uče jedni od drugih. Ovaj mješoviti pristup tvori glavni način predstavljanja materijala u ovom vodiču.

## Članovi

### Klubovi osnivači
| Država     | Klub                   | Službena web-stranica |
| ---------- | ---------------------- | --------------------- |
| Belgija    | R.S.C. Anderlecht      | www.rsca.be           |
| Hrvatska   | NK Dinamo Zagreb       | www.nk-dinamo.hr      |
| Danska     | F.C. København         | www.fck.dk            |
| Engleska   | Chelsea F.C.           | www.chelseafc.com     |
| Engleska   | Manchester United F.C. | www.manutd.com        |
| Francuska  | Olympique Lyonnais     | www.olweb.fr          |
| Njemačka   | Bayern München         | www.fcbayern.de       |
| Grčka      | Olympiakos             | www.olympiacos.org    |
| Italija    | Juventus F.C.          | www.juventus.com      |
| Italija    | A.C. Milan             | www.acmilan.com       |
| Malta      | Birkirkara F.C.        | www.birkirkarafc.com  |
| Nizozemska | AFC Ajax               | www.ajax.nl           |
| Portugal   | F.C. Porto             | www.fcporto.pt        |
| Škotska    | Glasgow Rangers        | www.rangers.co.uk     |
| Španjolska | Real Madrid C.F.       | www.realmadrid.com    |
| Španjolska | FC Barcelona           | www.fcbarcelona.cat   |